# 雙線麗脂鯉
雙線麗脂鯉，為輻鰭魚綱脂鯉目脂鯉亞目脂鯉科的其中一種熱帶淡水魚，其种加词“bifasciatus”意为“双带的”。分布於南美洲巴西伊瓜蘇河流域，體長可達12.9公分，棲息在底中層水域，生活習性不明。